# Taraxacum sect. Taraxacum
La  Taraxacum sect. Taraxacum  F.H.Wigg., 1780 è una sezione di piante angiosperme dicotiledoni del genere Taraxacum della famiglia delle Asteraceae.

## Etimologia
Il nome scientifico della sezione è stato definito dal botanico Friedrich Heinrich Wiggers (1746-1811) nella pubblicazione "Primitiae Florae Holsaticae. Kiel." (Prim. Fl. Holsat. 56, adnot. x, y, z.) del 1780.

## Descrizione

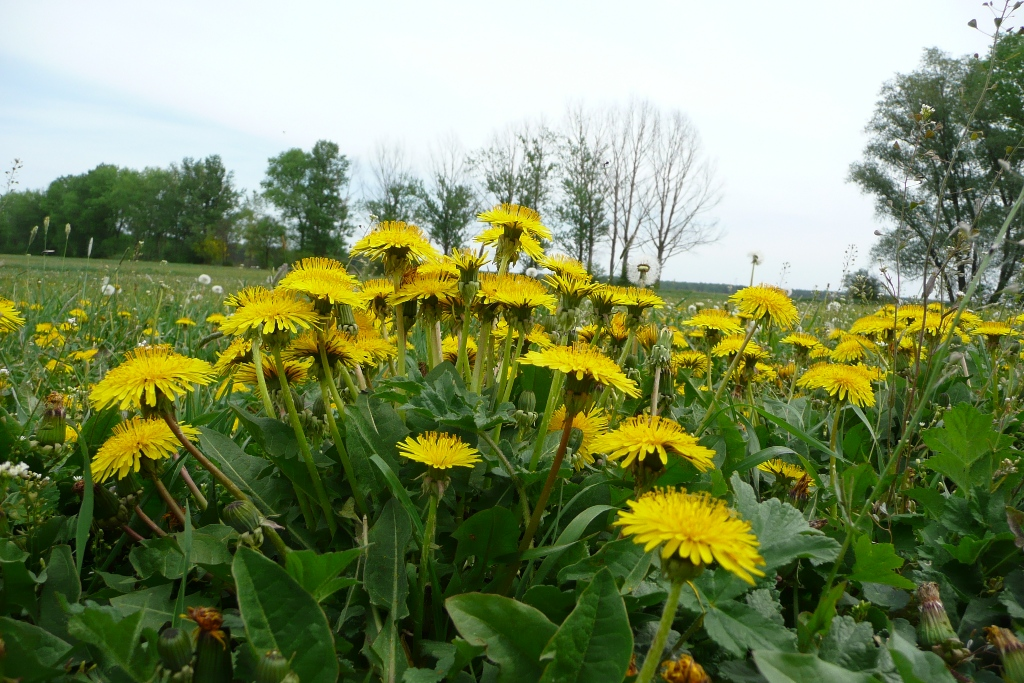
Il portamento
Taraxacum sect. Taraxacum

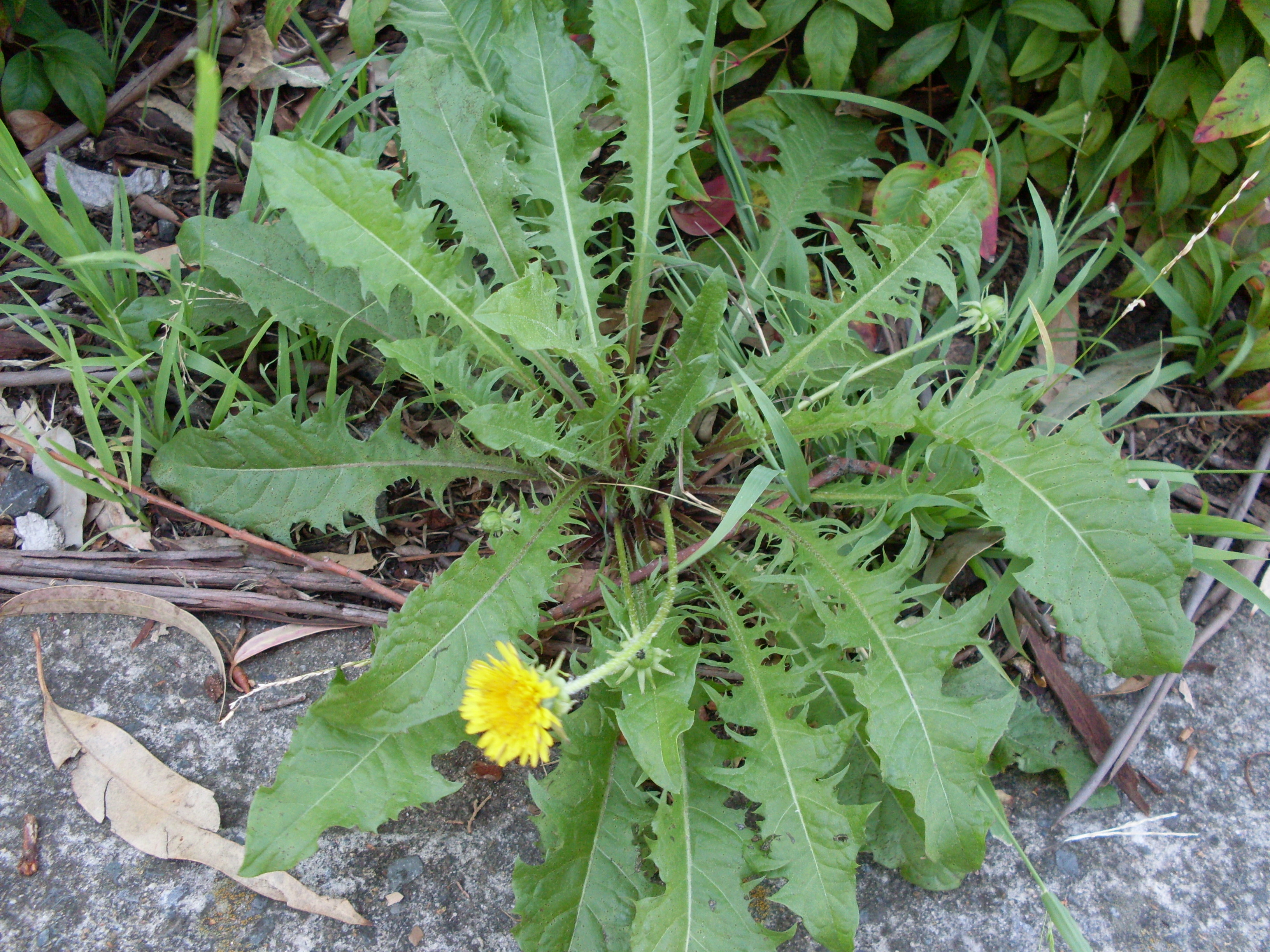
Le foglie
Taraxacum sect. Taraxacum

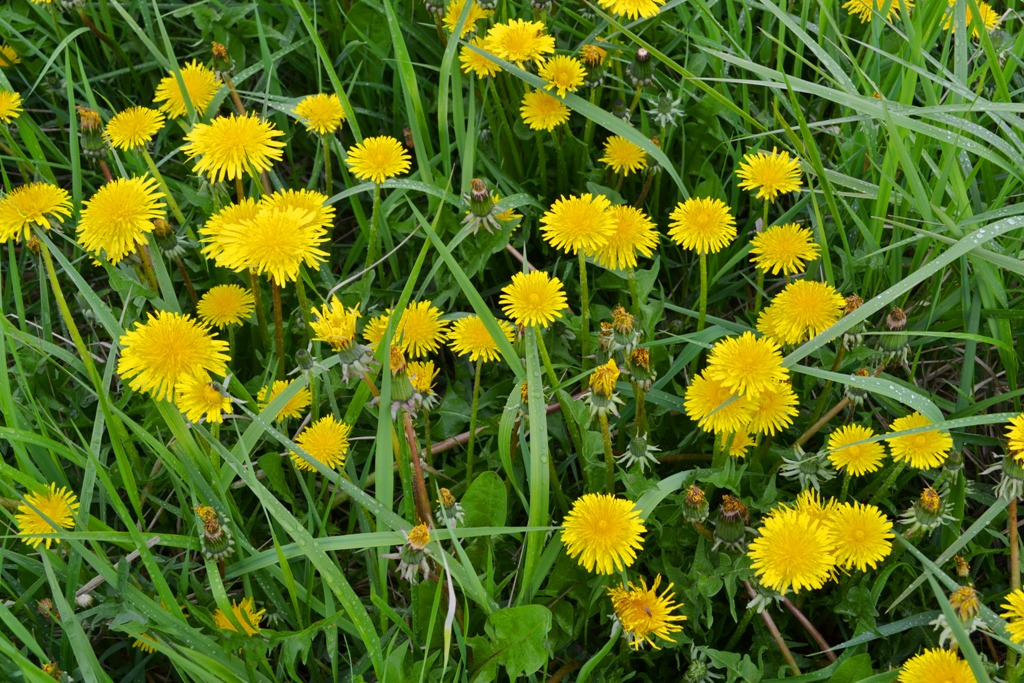
Infiorescenza
Taraxacum sect. Taraxacum

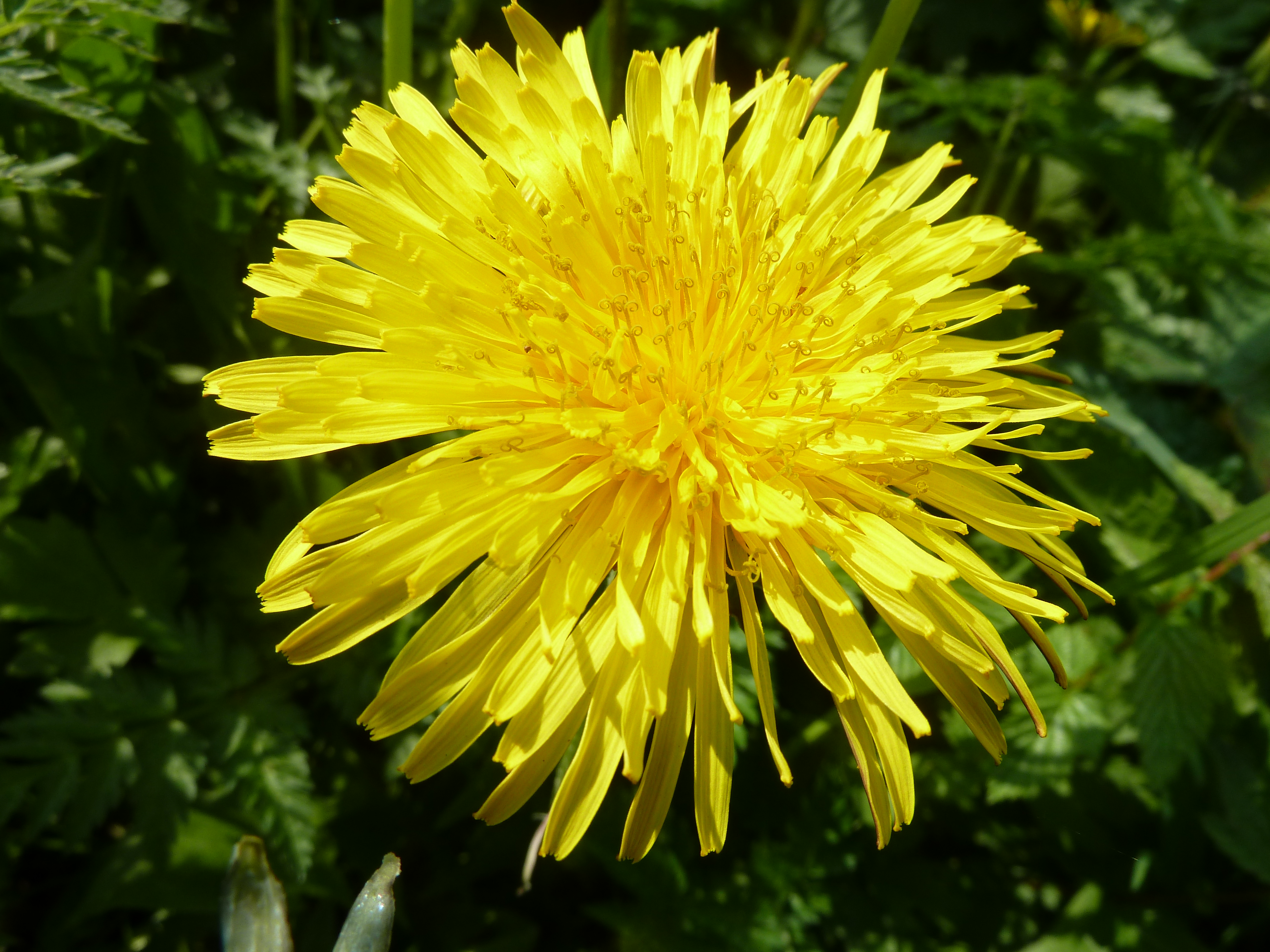
I fiori
Taraxacum sect. Taraxacum

Habitus. Le specie di questo gruppo in genere sono piante perenni scapose. La forma biologica prevalente è emicriptofita rosulata (H ros), ossia sono piante erbacee, a ciclo biologico perenne, con gemme svernanti al livello del suolo e protette dalla lettiera o dalla neve e hanno le foglie disposte a formare una rosetta basale. La riproduzione delle specie di questo genere può avvenire normalmente per via sessuale oppure anche in modo apomittico.
Radici. Le radici sono dei grossi fittoni ramificati, senza tunica, ma con il colletto avvolto da squame brunastre o nerasatre. Il fittone è perenne e quando aumenta in grossezza la sua lunghezza si espande e si contrae alternativamente. Nella radice è presente un lattice amaro.
Fusto. La parte aerea vera e propria del fusto è assente: dalla parte apicale del rizoma, posto al livello del suolo, emerge direttamente la rosetta basale e uno o più peduncoli (fino a 10) cavi e afilli dell'infiorescenza; questi possono essere glabri o villosi (soprattutto nella parte distale). Le piante di questo gruppo sono alte 15 – 30 cm (massimo 60).
Foglie. Le foglie sono solamente basali (rosette radicali) con disposizione alterna lungo il caule. Il picciolo è breve e spesso è alato. La lamina ha una forma da oblunga a obovata o oblanceolata. I margini sono grossolanamente dentati o lobati o pennatofidi; possono essere roncinati; raramente sono interi. Gli apici sono da arrotondati o ottusi a acuti o acuminati. Le facce sono glabre o debolmente villose e sono colorate di verde erba più o meno scure.
Infiorescenza. Le infiorescenze sono composte da diversi grossi capolini peduncolati. Raramente da un singolo scapo possono ramificarsi due o tre capolini. I capolini sono formati da un involucro a forma da campanulata a oblunga composto da brattee (o squame) disposte in due serie principali in modo embricato, all'interno delle quali un ricettacolo fa da base ai fiori tutti ligulati. Le brattee si dividono in interne ed esterne (queste ultime formano un calice basale all'involucro). Le brattee esterne sono disposte su alcune subserie; sono colorate di verde chiaro, non sono pruinose; hanno una forma da ovata a lanceolata e sono prive di cornetti apicali; i margini non sono membranosi; all'antesi spesso sono revolute verso il basso. Il ricettacolo è piano e butterato (alla fine diventa convesso), è inoltre nudo, ossia privo di pagliette a protezione della base dei fiori. Diametro dei capolini: 2,5 – 4 cm.
Fiori. I fiori (in genere da 15 a 150), tutti ligulati, sono tetra-ciclici (ossia sono presenti 4 verticilli: calice – corolla – androceo – gineceo) e pentameri (ogni verticillo ha in genere 5 elementi). I fiori sono ermafroditi, fertili e zigomorfi.
- Formula fiorale:

*/x K {\displaystyle \infty }, [C (5), A (5)], G 2 (infero), achenio
- Calice: i sepali del calice sono ridotti ad una coroncina di squame.
- Corolla: le corolle sono formate da una ligula terminante con 5 denti. La corolla è colorata di giallo carico; le ligule sono piane e allargate.
- Androceo: gli stami sono 5 con filamenti liberi e distinti, mentre le antere sono saldate in un manicotto (o tubo) circondante lo stilo.[15] Le antere sono e prive di codette e alla base sono acute. Il polline è tricolporato.[16]
- Gineceo: lo stilo è filiforme. Gli stigmi dello stilo sono due divergenti e ricurvi con la superficie stigmatica posizionata internamente (vicino alla base).[17] L'ovario è infero uniloculare formato da 2 carpelli.
- Fioritura: a quote e latitudini basse anche tutto l'anno.

Frutti. I frutti sono degli acheni con pappo. Gli acheni sono piccoli e colorati da grigio-biancastro a bruno-olivaceo; la forma del corpo, variabile da oblanceoloide a obovoide o fusiforme, è appiattita, angolosa (con 4 - 12 coste), con becco e pappo finale; la superficie in genere è glabra, mentre nella parte superiore (in prossimità del becco) è ricoperta da numerosi tubercoli ed aculei. Il becco è sottile e allungato almeno il doppio del corpo. Il pappo è persistente ed è formato da numerose (da 50 a 100) setole bianche (peli semplici) disposte su una serie.

## Biologia
- Impollinazione: l'impollinazione avviene tramite insetti (impollinazione entomogama tramite farfalle diurne e notturne).
- Riproduzione: la fecondazione avviene fondamentalmente tramite l'impollinazione dei fiori (vedi sopra).
- Dispersione: i semi (gli acheni) cadendo a terra sono successivamente dispersi soprattutto da insetti tipo formiche (disseminazione mirmecoria). In questo tipo di piante avviene anche un altro tipo di dispersione: zoocoria. Infatti gli uncini delle brattee dell'involucro si agganciano ai peli degli animali di passaggio disperdendo così anche su lunghe distanze i semi della pianta.

## Distribuzione e habitat
- Geoelemento: il tipo corologico (area di origine per l'Italia) è  Circumboreale.
- Distribuzione: in Italia le specie di questo gruppo sono molto comuni e si trovano ovunque. Altrove sono presenti in Europa e Asia nord-occidentale.
- Habitat: l'habitat preferito per queste piante sono le quote basse o collinari (pianura) o bassa montagna. In particolare prediligono le schiarite di boschi caducifogli, i prati concimati e in genere gli ambienti ruderali (sinantropizzati).
- Distribuzione altitudinale: sui rilievi, in Italia, queste piante si possono trovare fino a 1.700 m s.l.m..

## Tassonomia
La famiglia di appartenenza di questa voce (Asteraceae o Compositae, nomen conservandum) probabilmente originaria del Sud America, è la più numerosa del mondo vegetale, comprende oltre 23.000 specie distribuite su 1.535 generi, oppure 22.750 specie e 1.530 generi secondo altre fonti (una delle checklist più aggiornata elenca fino a 1.679 generi). La famiglia attualmente (2021) è divisa in 16 sottofamiglie.

### Filogenesi
Il genere di questa voce appartiene alla sottotribù Crepidinae della tribù Cichorieae (unica tribù della sottofamiglia Cichorioideae). In base ai dati filogenetici la sottofamiglia Cichorioideae è il terz'ultimo gruppo che si è separato dal nucleo delle Asteraceae (gli ultimi due sono Corymbioideae e Asteroideae). La sottotribù Crepidinae fa parte del "quarto" clade della tribù; in questo clade è in posizione "centrale" vicina alle sottotribù Chondrillinae e Hypochaeridinae.
La sottotribù è divisa in due gruppi principali uno a predominanza asiatica e l'altro di origine mediterranea/euroasiatica. Da un punto di vista filogenetico, all'interno della sottotribù, sono stati individuati 5 subcladi. Il genere di questa voce appartiene al subclade denominato "Ixeris-Ixeridium-Taraxacum clade". Nel clade Ixeris-Ixeridium-Taraxacum i primi due generi (Ixeris e Ixeridium) formano un "gruppo fratello", mentre il grande genere Taraxacum è in posizione "basale". In posizione intermedia, questo clade include anche il genere Askellia. [La precedente configurazione filogenetica è basata sull'analisi di alcune particolari regioni (nrITS) del DNA; analisi su altre regioni (DNA del plastidio) possono dare dei risultati lievemente diversi.]
I caratteri distintivi per il genere Taraxacum sono:
- le piante sono rizomatose;
- le foglie sono riunite in rosette radicali;
- le infiorescenze sono formate da capolini solitari e terminali;
- le brattee sono disposte in due serie;
- il tubo della corolla ha all'apice dei ciuffi di lunghi peli;
- i capolini hanno un numero elevato di fiori (fino a 300);
- i numeri cromosomici sono elevati;

Il genere Taraxacum è composto da numerosi "stirpi" o "aggregati" (o sezioni tassonomiche) le cui specie differiscono poco una dall'altra. La causa di questa elevata presenza di "specie collettive" è l'apogamia collegata a processi di poliploidizzazione (spesso sono presenti individui triploidi, tetraploidi, pentaploidi, esaploidi, e oltre). Un altro fattore importante per spiegare le variazioni, oltre alle mutazioni genetiche, è l'ibridazione.

Il successo della diffusione di questo genere (e anche della sua variabilità) è dato inoltre dal fatto che facilmente le sue specie si adattano ad ogni tipo di habitat (per questo in più parti sono considerate piante invasive); oltre a questo il "soffione", l'organo di supporto per la riproduzione, può contenere oltre un centinaio di pappi con relativi semi. 

Altre ricerche hanno collegato la maggiore frequenza della comparsa dell'apogamia in gruppi di specie situate in areali fortemente influenzati dall'antropizzazione; viceversa altri gruppi relegati in ambienti naturali più tranquilli si presentano con minore variabilità e una diploidia più bassa e costante. Per i motivi sopra esposti questo genere viene più facilmente descritto attraverso il concetto di "aggregato" (o specie collettive o sezioni), piuttosto che attraverso singole specie di difficile definizione. Attualmente (2022) il genere Taraxacum è suddiviso in 50 - 60 sezioni (secondo i vari Autori). In Europa sono presenti 35 sezioni, mentre in Italia sono presenti 16 sezioni (con circa 150 specie).
I caratteri distintivi per le specie di questa sezione sono:
- gli habitat per queste piante si trovano a quote basse e medie;
- le foglie sono profondamente inciso-dentate;
- le brattee esterne dell'involucro (riflesse all'antesi) sono prive di cornetti apicali;
- le ligule sono colorate di giallo intenso o aranciato, sono piane e allargate;
- il becco dell'achenio è sottile e lungo più del corpo;
- gli acheni sono tubercolati e aculeati;
- la componente rossa non è presente negli acheni che sono colorati da grigio-biancastro a bruno-olivaceo.

Il numero cromosomico delle specie del gruppo è: 2n = 16, 22, 24, 26, 27, 32, 40, 44 e 48. Questi conteggi sono quasi tutti riferiti alla specie Taraxacum officinale, attualmente diventata un sinonimo (e "specie tipo") di questa sezione e quindi non più esistente come taxon autonomo.

### Elenco delle specie
La sezione di questa voce ha oltre 800 specie (delle quali 23 sono presenti sul territorio italiano):
Specie italiane
- Taraxacum ancistrolobum   Dahlst., 1925 - Distribuzione: in Italia si trova nei Friuli; altrove è presente in Europa del Nord.
- Taraxacum aurosuloides   Soest, 1966 - Distribuzione: in Italia è da definire; altrove è presente in Francia e Polonia.
- Taraxacum bidentilobum   Sonck, 1998: il tipo corologico è  Endemico; in Italia si trova in Veneto.
- Taraxacum calomorphum   G.E.Haglund ex Soest, 1969 - Distribuzione: in Italia è da definire; altrove è presente in Francia, Svizzera e Austria.
- Taraxacum caudatuliforme   Soest, 1966 - Distribuzione: in Italia è da definire; altrove è presente in Polonia.
- Taraxacum complicatum   Soest, 1959 - Distribuzione: in Italia è da definire; altrove è presente in Francia e Svizzera.
- Taraxacum ekmanii   Dahlst., 1911 - Tarassaco di Ekman: in Italia si trova probabilmente nelle Alpi Retiche; altrove è presente in Europa del Nord.
- Taraxacum fasciatiforme   Soest, 1961 - Distribuzione: in Italia si trova nelle Alpi Retiche; altrove è presente nelle Alpi.
- Taraxacum formosum   Soest, 1969 - Distribuzione: in Italia si trova nelle Alpi Retiche; altrove è presente nelle Alpi.
- Taraxacum gianninii   Arrigoni, Ferretti & Padula, 2006: il tipo corologico è  Endemico; in Italia si trova in Toscana; il numero cromosomico è 2n = 24.
- Taraxacum grossum   Soest, 1969 - Distribuzione: in Italia si trova nelle Alpi Retiche; altrove è presente nelle Alpi.
- Taraxacum lutescens   Dahlst., 1925 - Distribuzione: in Italia si trova nelle Alpi Retiche; altrove è presente in Europa del Nord.
- Taraxacum oreinicola   Soest, 1966 - Distribuzione: in Italia è da definire; altrove è presente in Svizzera.
- Taraxacum pedemontanum   Soest, 1969 - Distribuzione: in Italia si trova nelle Alpi Retiche; altrove è presente nelle Alpi.
- Taraxacum perrigidum   Sonck, 1983: il tipo corologico è  Endemico; in Italia si trova in Veneto.
- Taraxacum piluliferum   G.E.Haglund ex Soest, 1969 - Distribuzione: in Italia si trova nelle Alpi Retiche; altrove è presente nelle Alpi.
- Taraxacum pseudelongatum   Soest, 1969 - Distribuzione: in Italia si trova nelle Alpi Retiche; altrove è presente nelle Alpi e Europa centrale.
- Taraxacum rhaeticum   Soest, 1959: si distingue per le foglie sottili e colorate di verde carico (il picciolo è presente ed è colorato più chiaramente); gli acheni sono colorati di grigio-giallastro; l'altezza massima della pianta è di 10 – 15 cm; il ciclo biologico è perenne; la forma biologica è emicriptofita rosulata (H ros); il tipo corologico è  (Sub) Endemico - Alpico; in Italia si trova su tutta la catena alpina.
- Taraxacum rigidipes   Sonck, 1998: il tipo corologico è  Endemico; in Italia si trova in Veneto.
- Taraxacum rigidum   Soest, 1969 - Distribuzione: in Italia si trova nelle Alpi Retiche; altrove è presente nelle Alpi e Europa centrale.
- Taraxacum sabaudum   Soest, 1966 - Distribuzione: in Italia è da definire; altrove è presente in Francia.
- Taraxacum valesiacum   Soest, 1969 - Distribuzione: in Italia si trova nelle Alpi Retiche; altrove è presente nelle Alpi e Europa centrale.
- Taraxacum vallis-nibulae   Arrigoni, 2012: il tipo corologico è  Endemico; in Italia si trova in Toscana; il numero cromosomico è 2n = 24.

La tabella seguente mette in evidenza alcuni dati relativi all'habitat, al substrato e alla distribuzione della specie alpina "tipo" di questo gruppo...
| Specie | Comunità vegetali | Piani vegetazionali                  | Substrato | pH     | Livello trofico | H2O              | Ambiente    | Zona alpina         |
| --- | ----------------- | ------------------------------------ | --------- | ------ | --------------- | ---------------- | ----------- | ------------------- |
| (Taraxacum officinale) | 11                | (alpino) subalpino montano collinare | Ca - Si   | neutro | alto            | mediamente umido | B1 B2 B6 G3 | tutto l'arco alpino |
| Legenda e note alla tabella. Substrato: con “Ca/Si” si intendono rocce di carattere intermedio (calcari silicei e simili). Zona alpina: vengono prese in considerazione solo le zone alpine del territorio italiano (sono indicate le sigle delle province). Comunità vegetali: 11 = comunità delle macro- e megaforbie terrestri Ambienti: B1 = campi, colture e incolti; B2 = ambienti ruderali, scarpate; B6 = tagli rasi forestali, schiarite, strade forestali; G3 = macchie basse. |                   |                                      |           |        |                 |                  |             |                     |

Per le proprietà culinarie e terapeutiche vedi: Taraxacum officinale.

### Sinonimi
Sono elencati alcuni sinonimi per questa entità:
- Taraxacum officinale F. H. Wigg.
- Taraxacum officinale aggr.
- Taraxacum sect. Vulgaria  Hand.-Mazz.
- Taraxacum sect. Ruderalia  Kirschner & al.